# Quartinia chlorotica
Quartinia chlorotica är en stekelart som först beskrevs av Moravitz 1888.  Quartinia chlorotica ingår i släktet Quartinia och familjen Masaridae. Inga underarter finns listade i Catalogue of Life.